# The Declaration
The Declaration este al patrulea album de studio al cântăreței de muzică R&B/pop Ashanti. A fost lansat pe 3 iunie 2008.
Despre acest album, Ashanti a declarat faptul că „reprezintă liberatea pe care am simțit-o pentru prima dată în cariera mea”. Albumul a fost lansat pe data de 3 iunie 2008, debutând pe locul 6 în Billboard 200 cu ajutorul celor 86.000 de exemplare comerializate în prima săptămână, pe teritoriul Statelor Unite ale Americii. La nivel mondial, albumul s-a vândut în peste 93.000 de exemplare. Materialul a primit atât recenzii favorabile cât și critici. Yahoo! Music oferă albumului opt punte dintr-un total de zece, apreciind într-un mod pozitiv cântece precum „So Over You” sau „You're Gonna Miss”. Pe de altă parte, publicații precum Rolling Stone, Boston Globe sau revista NOW oferă albumului recenzii nefavorabile. La nivel comercial, materialul a înregistrat vânzări de aproximativ 270.000 de exemplare pe teritoriul S.U.A.
Al doilea single de pe material se intenționa a fi „Body on Me” compus de Akon și realizat în colaborare cu interpretul Nelly, însă a devenit al doilea single de pe albumul artistului hip-hop, Brass Knuckles. Cântecul a obținut clasări de top 20 în Bulgaria, Irlanda, Noua Zeelandă și Regatul Unit și s-a poziționat pe locul 42 în Billboard Hot 100. Astfel al doilea single oficial al albumului a fost piesa „Good Good”, realizată de Jermaine Dupri. „Good Good” a atins locul 30 în clasamentul R&B, însă nu a intrat în Billboard Hot 100.

## Datele lansărilor
| Regiune       | Dată          |
| ------------- | ------------- |
| Statele Unite | 3 iunie 2008  |
| Regatul Unit  | 9 iunie 2008  |
| Brazilia      | 18 iulie 2008 |